# Cyclopina pygmaea
Cyclopina pygmaea – gatunek widłonoga z rodziny Cyclopinidae. Nazwa naukowa tego gatunku skorupiaków została opublikowana w 1918 roku przez norweskiego hydrobiologa Georga Ossiana Sarsa.